# Карагайлинський рудник
Карагайлинський рудник – колишнє гірничодобувне підприємство в центральній частині Казахстану, яке вело розробку барит-поліметалічного родовища.
Офіційне рішення про створення Карагайлинського рудника прийняли в 1950 році, що дало старт організаційним та будівельним заходам (зокрема, відомо, що робітниче поселення Карагайли виникло у 1954-му). В 1969-му рудник переформували у Карагайлинський гірничо-збагачувальний комбінат.
Видобуток вели відкритим способом, при цьому провідну роль відігравав кар’єр «Головний».
В якийсь момент збагачувальні потужності рудника стали недостатніми і руду почали відправляти на розташовану за дві тисячі кілометрів Кентауську збагачувальну фабрику (стала до ладу в середині 1960-х). Нарешті, в 1978-му почався запуск Карагайлинської збагачувальної фабрики №2, що оптимізувало транспортні витрати. 
Не пізніше початку 2000-х видобуток на Карагайлинському руднику припинився (відомо, що збагачувальна фабрика комбінату зупинилась у 1992 році). В першій половині 2020-х почалось оформлення дозволів на використання кар’єру «Головний» для розміщення хвостів збагачення Карагайлинської збагачувальної фабрики.